# Me Dá Um Dinheiro Aí
Me Dá um Dinheiro Aí! é uma famosa marchinha de Carnaval, composta em 1959 pelos irmãos Homero Ferreira, Glauco Ferreira e Ivan Ferreira, e gravada por Moacyr Franco com o selo Copacabana em um compacto simples no mesmo ano, que vendeu, quase que imediatamente, 100 mil cópias. No ano seguinte, ela foi a música mais tocada do carnaval, tornando-se um clássico, e sendo repetida ano após ano pelos foliões.
Me Dá Um Dinheiro Aí já foi gravada por inúmeros cantores e instrumentistas. Praticamente na mesma época em que foi gravada por Moacyr Franco, foi feita uma segunda gravação em ritmo de tango por Aloísio e seus teclados. Além dele, esta canção já foi regravada por Altamiro Carrilho e sua Bandinha, Beth Carvalho, Elizeth Cardoso, Marlene, Martinho da Vila, e até em ritmo de funk, como a versão de Naldo Benny.
Em 2011, a revista Veja elegeu As 10 melhores marchinhas de Carnaval de todos os tempos, onde Me Dá Um Dinheiro Aí aparece na 6a posição.
Segundo o ECAD, ao contrário do que muita gente pensa, esta marchinha não está em domínio público. Ou seja, toda a vez que ela for tocada, por uma banda ou num carro de som, seus autores devem ser remunerados, conforme manda Lei de Direitos Autorais.

## História
Em 1959, a TV Rio exibia, ao vivo, um programa chamado "Rio, Te Adoro". Um dos quadros do programa era A Praça da Alegria, onde Moacyr Franco participava do programa fazendo algumas piadas e um ou outro número musical. Certo dia, ele recebeu o texto de uma piada curta escrita por Glauco Ferreira. Nessa piada, o ator Iran Lima interpretada um marido que comentava com a esposa sobre o fato de haver muitos mendigos pedindo esmola na rua. A mulher dizia que era um exagero. Mas quando Iran foi abrir a porta de um armário de lá dentro saía Moacyr, de mendigo, dizendo o bordão “ei, você aí! me dá um dinheiro aí!”. Na hora em que Moacyr entrou em cena no tipo de mendigo, usando uma voz rouca e indo para cima de Iran com insistência, a plateia veio abaixo em risos. O resultado foi um sucesso imediato do personagem daquele mendigo de voz rouca.

## Faixas do Compacto
Lado A
1. Me Dá Um Dinheiro Aí! (Glauco Ferreira, Homero Ferreira e Ivan Ferreira) - 2:35

Lado B.
2. Compromisso do Palhaço (Sylvio Curval) - 2:37

## Regravações
- 1959 - Regravada, em ritmo de tango, por Aloísio e seus teclados, no álbum Aloísio e seus teclados
- 1960 - Regravada por A Lyra de Xopotó no disco "Sinter";
- 1960 - Regravada por Altamiro Carrilho e Sua Bandinha no LP "Parada de sucessos";
- 1962 - Regravada, na forma de dobrado, pela Banda do 14º Regimento de Infantaria do Recife no disco "Mocambo";
- 1970 - Regravada por Elizeth Cardoso no LP "Elizeth no Bola Preta com a Banda do Sodré";
- 1984 - Regravada por Beth Carvalho no LP "Coração Feliz", da RCA Victor.
- 2014 - Regravada, em ritmo de funk, por Naldo Benny no CD "Pancadão das Marchinhas"